# Campionati europei juniores di biathlon 2019
I Campionati europei juniores di biathlon 2019 sono la 4ª edizione della manifestazione. Si sono svolti a Sjusjøen, in Norvegia, dal 6 al 10 marzo 2019.
I campionati costituiscono una tappa del circuito di IBU Junior Cup, il circuito giovanile del biathlon mondiale, per il quale assegnano punti; ne consegue che possano iscriversi anche atleti non europei; la classifica del campionato viene poi stilata considerando solamente gli atleti europei iscritti, mentre quella della gara è valevole per le classifiche del circuito cadetto.

## Podi

### Uomini
| Evento              | Oro                   | Tempo   | Argento               | Tempo   | Bronzo           | Tempo   |
| 10 km sprint        | Sivert Guttorm Bakken | 24:48.1 | Tim Grotian           | 24:55.6 | Tommaso Giacomel | 25:12.7 |
| 12.5 km insegumento | Julian Hollandt       | 36:23.5 | Sivert Guttorm Bakken | 36:38.3 | Tim Grotian      | 36:45.6 |
| 15 km individuale   | Tim Grotian           | 40:33.4 | Vebjørn Sørum         | 40:56.8 | Alex Cisar       | 41:27.6 |

### Donne
| Evento              | Oro              | Tempo   | Argento           | Tempo   | Bronzo             | Tempo   |
| 7,5 km sprint       | Camille Bened    | 21:58.0 | Gilonne Guigonnat | 22:00.4 | Juliane Frühwirt   | 22:13.1 |
| 10 km inseguimento  | Juliane Frühwirt | 32:14.8 | Hanna Kebinger    | 32:25.5 | Anastasia Kaisheva | 32:36.6 |
| 12.5 km individuale | Camille Bened    | 40:09.2 | Amanda Lundström  | 40:14.7 | Franziska Pfnür    | 40:38.9 |

### Misti
| Evento          | Oro    | Tempo     | Argento  | Tempo     | Bronzo   | Tempo     |
| Single Mixed    | Russia | 42:47.8   | Svizzera | 42:54.7   | Svezia   | 43:09.8   |
| Staffetta Mista | Russia | 1:18:06.8 | Norvegia | 1:18:44.0 | Germania | 1:19:12.1 |

## Medagliere
| Pos.   | Nazione  | Oro | Argento | Bronzo | Totale |
| ------ | -------- | --- | ------- | ------ | ------ |
| 1      | Germania | 3   | 2       | 4      | 9      |
| 2      | Francia  | 2   | 1       | 0      | 3      |
| 3      | Russia   | 2   | 0       | 1      | 3      |
| 4      | Norvegia | 1   | 3       | 0      | 4      |
| 5      | Svezia   | 0   | 1       | 1      | 2      |
| 6      | Svizzera | 0   | 1       | 0      | 1      |
| 7      | Italia   | 0   | 0       | 1      | 1      |
| 7      | Slovenia | 0   | 0       | 1      | 1      |
| Totale | Totale   | 8   | 8       | 8      | 24     |